# Trichocerca chattoni
Trichocerca chattoni är en hjuldjursart som först beskrevs av de Beauchamp 1907.  Trichocerca chattoni ingår i släktet Trichocerca och familjen Trichocercidae. Inga underarter finns listade i Catalogue of Life.